# Imbangala
Imbangala, även kallad Mbangala, var en mångetniskt grupp av krigare och banditer som fungerade som legosoldater i 1600-talets Portugisiska Västafrika. De bildade Kungariket Kasanje 1620.